# Campo Santo d'Orléans
Pour les articles homonymes, voir Campo Santo.
Le Campo Santo est un grand cloître enherbé et entouré de galeries situé à proximité de la cathédrale Sainte-Croix d'Orléans. Il sert actuellement à accueillir de grands événements de la ville d’Orléans.
Ses arcades  sont classées au titre des monuments historiques depuis le 8 février 1913, alors que la porte monumentale du XVIe siècle est inscrite au titre des monuments historiques depuis le 6 mars 1928.

## Histoire

### Le Cimetière
Le Campo Santo doit sa construction à la Confrérie des Maîtres Écrivains qui était très importante à Orléans avant la création de l'imprimerie.
Du XIIe jusqu’à la fin du  XVIIIe siècle, le Campo Santo fait office de cimetière car celui de Saint-Aignan est devenu insuffisant. Il est appelé à l’époque le Martroi-aux-Corps ou le Grand cimetière. Les galeries latérales sont construites entre les XVe et XVIe siècles pour éviter que des animaux n’y pénètrent la nuit.
Le cimetière est toutefois profané, au XVIe siècle, durant les guerres de religion, à deux reprises. Ces profanations font de nombreux dégâts ; les chapelles attenantes sont incendiées, les galeries latérales sont, en partie, démolies et la grande croix centrale est détruite.
En 1776, en France, de nombreux changements s’opèrent concernant les cimetières situés dans les villes. En effet, un mouvement hygiéniste montre que la proximité avec les cadavres peut développer le risque d’épidémie et que cela constitue un réel danger pour les populations urbaines. La législation change donc le 10 mars 1776 par l’intermédiaire d’une déclaration royale qui interdit toute inhumation dans les églises et à l’intérieur des villes. De nouveaux cimetières doivent donc être érigés en dehors des murs.
À Orléans, l’ordonnance épiscopale du 7 août 1786 entraîne la mise en application de la législation. Les restes et ossements sont alors transférés vers deux nouveaux cimetières : Saint-Jean et Saint-Vincent qui prennent place respectivement à proximité de la Porte Saint-Jean et du faubourg Saint-Vincent.

### Réaménagement et réutilisation du Cloître

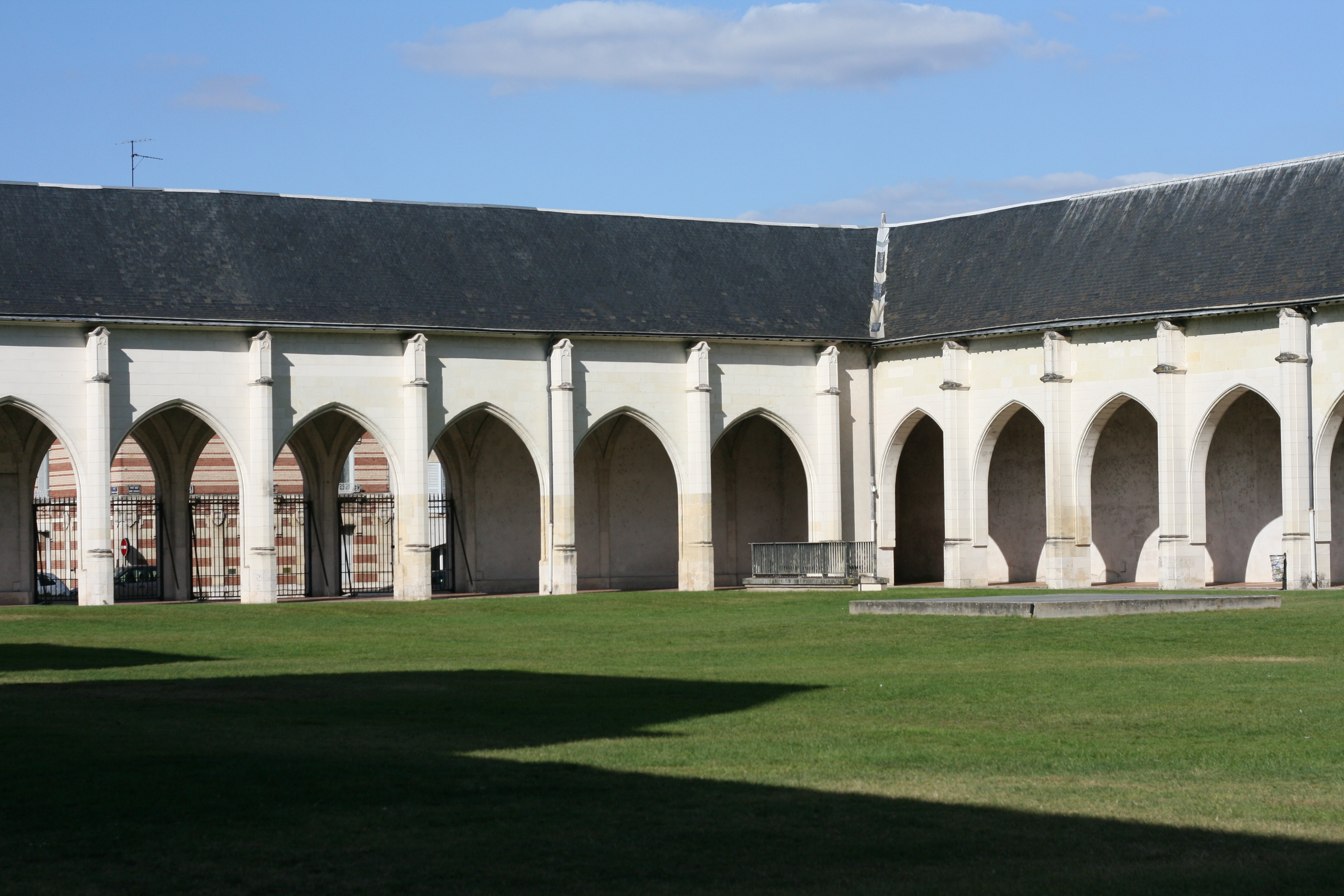
Campo Santo, le cloître

Après le déplacement du cimetière, le Campo Santo sert pour la halle aux grains jusqu’en 1884, et plusieurs bâtiments seront élevés sous les arcades.
En 1970, le Campo Santo est réaménagé : l’Institut d’Arts Visuels est construit au niveau de la galerie sud. La halle aux grains ainsi que les bâtiments sous les arcades sont détruits. Ces travaux d'aménagement font scandale en 1982 à l'occasion de la construction d'un parking souterrain car le cimetière médiéval est détruit sans qu'aucune fouille archéologique ne soit conduite,. Ces travaux se terminent en 1986.
Depuis, une des chapelles est affectée au culte orthodoxe et l’ensemble du cloître à divers événements culturels d’Orléans tels que le marché médiéval lors des fêtes johanniques qui ont lieu tous les ans. Il a aussi accueilli les soirées de clôture du Festival de jazz d'Orléans jusqu'en 2014. En 2021, pour la campagne des élections régionales s'inscrivant dans un contexte de crise sanitaire du Covid-19, le lieu a exceptionnellement accueilli un le meeting de la liste Un nouveau souffle